# Ronde van Zwitserland 2007
De 71ste editie van de Ronde van Zwitserland (Frans: Tour de Suisse) werd gehouden van 16 tot 24 juni 2007. De ronde deed dit jaar naast Zwitserland ook buurlanden Oostenrijk en Liechtenstein aan. Titelverdediger was Koldo Gil.
De ronde bleef spannend tot de laatste dag en wisselde meerdere keren van leider. Uiteindelijk was Vladimir Karpets snel genoeg om de leiderstrui over te nemen van zijn ploeg- en landgenoot Vladimir Jefimkin.

## Parcours
De ronde begon met een proloog van een kleine 4 kilometer in Olten, waarna het peloton via een kronkelend parcours richting Liechtenstein trok. Met een lus trok de karavaan vervolgens naar de kantons Ticino en Bern. De ronde eindigde op 24 juni met een individuele tijdrit in Bern.

## Etappe-overzicht
| etappe | datum   | start         | finish        | afstand  | winnaar           | klassementsleider |
| ------ | ------- | ------------- | ------------- | -------- | ----------------- | ----------------- |
| 1e     | 16 juni | Olten         | Olten         | 3,8 km   | Fabian Cancellara | Fabian Cancellara |
| 2e     | 17 juni | Olten         | Luzern        | 158,6 km | Erik Zabel        | Fabian Cancellara |
| 3e     | 18 juni | Brunnen       | Nauders       | 228,7 km | Alessandro Proni  | Fabian Cancellara |
| 4e     | 19 juni | Nauders       | Triesenberg   | 167,2 km | Fränk Schleck     | Fränk Schleck     |
| 5e     | 20 juni | Vaduz         | Giubiasco     | 194,1 km | Robbie McEwen     | Fränk Schleck     |
| 6e     | 21 juni | Ulrichen      | Crans-Montana | 95 km    | Thomas Dekker     | Vladimir Jefimkin |
| 7e     | 22 juni | Ulrichen      | Grimselpas    | 125,7 km | Vladimir Goesev   | Vladimir Jefimkin |
| 8e     | 23 juni | Innertkirchen | Schwarzsee    | 152,5 km | Rigoberto Urán    | Vladimir Jefimkin |
| 9e     | 24 juni | Bern          | Bern          | 34,2 km  | Fabian Cancellara | Vladimir Karpets  |

## Etappe-uitslagen

### 1e etappe
| Uitslag Etappe | Uitslag Etappe      | Uitslag Etappe | Uitslag Etappe |
| rang           | renner              | land           | tijd           |
| -------------- | ------------------- | -------------- | -------------- |
| 1              | Fabian Cancellara   | Zwitserland    | 4' 20"         |
| 2              | Daniele Bennati     | Italië         | + 0' 08"       |
| 3              | José Iván Gutiérrez | Spanje         | + 0' 09"       |
| 4              | William Bonnet      | Frankrijk      | + 0' 10"       |
| 5              | Stuart O'Grady      | Australië      | z.t.           |
| 6              | Vladimir Goesev     | Rusland        | z.t.           |
| 7              | Martin Elmiger      | Zwitserland    | + 0' 11"       |
| 8              | Benoît Vaugrenard   | Frankrijk      | + 0' 12"       |
| 9              | Stefan Schumacher   | Duitsland      | z.t.           |
| 10             | Leif Hoste          | België         | z.t.           |

| Tussenstand algemeen klassement | Tussenstand algemeen klassement | Tussenstand algemeen klassement | Tussenstand algemeen klassement |
| rang                            | renner                          | land                            | tijd                            |
| ------------------------------- | ------------------------------- | ------------------------------- | ------------------------------- |
| 1                               | Fabian Cancellara               | Zwitserland                     | 4' 20"                          |
| 2                               | Daniele Bennati                 | Italië                          | + 0' 08"                        |
| 3                               | José Iván Gutiérrez             | Spanje                          | + 0' 09"                        |
| 4                               | William Bonnet                  | Frankrijk                       | + 0' 10"                        |
| 5                               | Stuart O'Grady                  | Australië                       | z.t.                            |
| 6                               | Vladimir Goesev                 | Rusland                         | z.t.                            |
| 7                               | Martin Elmiger                  | Zwitserland                     | + 0' 11"                        |
| 8                               | Benoît Vaugrenard               | Frankrijk                       | + 0' 12"                        |
| 9                               | Stefan Schumacher               | Duitsland                       | z.t.                            |
| 10                              | Leif Hoste                      | België                          | z.t.                            |

### 2e etappe
| Uitslag Etappe | Uitslag Etappe    | Uitslag Etappe | Uitslag Etappe |
| rang           | renner            | land           | tijd           |
| -------------- | ----------------- | -------------- | -------------- |
| 1              | Erik Zabel        | Duitsland      | 4u 04' 56"     |
| 2              | Daniele Bennati   | Italië         | z.t.           |
| 3              | Fabian Cancellara | Zwitserland    | z.t.           |
| 4              | Stuart O'Grady    | Australië      | z.t.           |
| 5              | Murilo Fischer    | Brazilië       | z.t.           |
| 6              | Robbie McEwen     | Australië      | z.t.           |
| 7              | William Bonnet    | Frankrijk      | z.t.           |
| 8              | Marcus Burghardt  | Duitsland      | z.t.           |
| 9              | Alberto Ongarato  | Italië         | z.t.           |
| 10             | Patrick Calcagni  | Zwitserland    | z.t.           |

| Tussenstand algemeen klassement | Tussenstand algemeen klassement | Tussenstand algemeen klassement | Tussenstand algemeen klassement |
| rang                            | renner                          | land                            | tijd                            |
| ------------------------------- | ------------------------------- | ------------------------------- | ------------------------------- |
| 1                               | Fabian Cancellara               | Zwitserland                     | 4u 09' 10"                      |
| 2                               | Daniele Bennati                 | Italië                          | + 0' 07"                        |
| 3                               | José Iván Gutiérrez             | Spanje                          | + 0' 15"                        |
| 4                               | William Bonnet                  | Frankrijk                       | + 0' 16"                        |
| 5                               | Stuart O'Grady                  | Australië                       | z.t.                            |
| 6                               | Vladimir Goesev                 | Rusland                         | z.t.                            |
| 7                               | Martin Elmiger                  | Zwitserland                     | + 0' 17"                        |
| 8                               | Benoît Vaugrenard               | Frankrijk                       | + 0' 18"                        |
| 9                               | Stefan Schumacher               | Duitsland                       | z.t.                            |
| 10                              | Erik Zabel                      | Duitsland                       | z.t.                            |

### 3e etappe
| Uitslag Etappe | Uitslag Etappe   | Uitslag Etappe | Uitslag Etappe |
| rang           | renner           | land           | tijd           |
| -------------- | ---------------- | -------------- | -------------- |
| 1              | Alessandro Proni | Italië         | 6u 02' 17"     |
| 2              | Xavier Florencio | Spanje         | + 0' 07"       |
| 3              | Kim Kirchen      | Luxemburg      | z.t.           |
| 4              | Cristian Moreni  | Italië         | z.t.           |
| 5              | Fränk Schleck    | Luxemburg      | z.t.           |
| 6              | Matthias Kessler | Duitsland      | z.t.           |
| 7              | Matteo Carrara   | Italië         | z.t.           |
| 8              | Andreas Klöden   | Duitsland      | z.t.           |
| 9              | Damiano Cunego   | Italië         | z.t.           |
| 10             | Linus Gerdemann  | Duitsland      | z.t.           |

| Tussenstand algemeen klassement | Tussenstand algemeen klassement | Tussenstand algemeen klassement | Tussenstand algemeen klassement |
| rang                            | renner                          | land                            | tijd                            |
| ------------------------------- | ------------------------------- | ------------------------------- | ------------------------------- |
| 1                               | Fabian Cancellara               | Zwitserland                     | 10u 11' 34"                     |
| 2                               | Alessandro Proni                | Italië                          | + 0' 02"                        |
| 3                               | Kim Kirchen                     | Luxemburg                       | + 0' 09"                        |
| 4                               | Xavier Florencio                | Spanje                          | + 0' 10"                        |
| 5                               | Martin Elmiger                  | Zwitserland                     | z.t.                            |
| 6                               | Carlos Barredo                  | Spanje                          | z.t.                            |
| 7                               | Gustav Larsson                  | Zweden                          | + 0' 11"                        |
| 8                               | Hubert Schwab                   | Zwitserland                     | + 0' 12"                        |
| 9                               | Vladimir Karpets                | Rusland                         | z.t.                            |
| 10                              | Thomas Lövkvist                 | Zweden                          | z.t.                            |

### 4e etappe
| Uitslag Etappe | Uitslag Etappe             | Uitslag Etappe | Uitslag Etappe |
| rang           | renner                     | land           | tijd           |
| -------------- | -------------------------- | -------------- | -------------- |
| 1              | Fränk Schleck              | Luxemburg      | 4u 20' 37"     |
| 2              | Vladimir Jefimkin          | Rusland        | + 0' 32"       |
| 3              | José Angel Gómez Marchante | Spanje         | + 0' 42"       |
| 4              | Matteo Carrara             | Italië         | + 0' 48"       |
| 5              | Kim Kirchen                | Luxemburg      | z.t.           |
| 6              | Gilberto Simoni            | Italië         | + 1' 05"       |
| 7              | Vladimir Karpets           | Rusland        | + 1' 11"       |
| 8              | Damiano Cunego             | Italië         | + 1' 25"       |
| 9              | Xavier Florencio           | Spanje         | + 1' 37"       |
| 10             | Stijn Devolder             | België         | + 1' 40"       |

| Tussenstand algemeen klassement | Tussenstand algemeen klassement | Tussenstand algemeen klassement | Tussenstand algemeen klassement |
| rang                            | renner                          | land                            | tijd                            |
| ------------------------------- | ------------------------------- | ------------------------------- | ------------------------------- |
| 1                               | Fränk Schleck                   | Luxemburg                       | 13u 32' 24"                     |
| 2                               | Vladimir Jefimkin               | Rusland                         | + 0' 49"                        |
| 3                               | Kim Kirchen                     | Luxemburg                       | z.t.                            |
| 4                               | José Angel Gómez Marchante      | Spanje                          | + 0' 58"                        |
| 5                               | Matteo Carrara                  | Italië                          | + 1' 05"                        |
| 6                               | Vladimir Karpets                | Rusland                         | + 1' 19"                        |
| 7                               | Xavier Florencio                | Spanje                          | + 1' 39"                        |
| 8                               | Damiano Cunego                  | Italië                          | + 1' 46"                        |
| 9                               | Stijn Devolder                  | België                          | + 2' 03"                        |
| 10                              | Gilberto Simoni                 | Italië                          | + 2' 06"                        |

### 5e etappe
| Uitslag Etappe | Uitslag Etappe    | Uitslag Etappe | Uitslag Etappe |
| rang           | renner            | land           | tijd           |
| -------------- | ----------------- | -------------- | -------------- |
| 1              | Robbie McEwen     | Australië      | 4u 55' 39"     |
| 2              | Daniele Bennati   | Italië         | z.t.           |
| 3              | Erik Zabel        | Duitsland      | z.t.           |
| 4              | Murilo Fischer    | Brazilië       | z.t.           |
| 5              | Cristian Moreni   | Italië         | z.t.           |
| 6              | Grégory Rast      | Zwitserland    | z.t.           |
| 7              | Marcus Burghardt  | Duitsland      | z.t.           |
| 8              | David Kopp        | Duitsland      | z.t.           |
| 9              | Martin Elmiger    | Zwitserland    | z.t.           |
| 10             | Sébastien Hinault | Frankrijk      | z.t.           |

| Tussenstand algemeen klassement | Tussenstand algemeen klassement | Tussenstand algemeen klassement | Tussenstand algemeen klassement |
| rang                            | renner                          | land                            | tijd                            |
| ------------------------------- | ------------------------------- | ------------------------------- | ------------------------------- |
| 1                               | Fränk Schleck                   | Luxemburg                       | 19u 28' 03"                     |
| 2                               | Vladimir Jefimkin               | Rusland                         | + 0' 49"                        |
| 3                               | Kim Kirchen                     | Luxemburg                       | z.t.                            |
| 4                               | José Angel Gómez Marchante      | Spanje                          | + 0' 58"                        |
| 5                               | Matteo Carrara                  | Italië                          | + 1' 05"                        |
| 6                               | Vladimir Karpets                | Rusland                         | + 1' 19"                        |
| 7                               | Xavier Florencio                | Spanje                          | + 1' 39"                        |
| 8                               | Damiano Cunego                  | Italië                          | + 1' 46"                        |
| 9                               | Stijn Devolder                  | België                          | + 2' 03"                        |
| 10                              | Gilberto Simoni                 | Italië                          | + 2' 06"                        |

### 6e etappe
| Uitslag Etappe | Uitslag Etappe             | Uitslag Etappe | Uitslag Etappe |
| rang           | renner                     | land           | tijd           |
| -------------- | -------------------------- | -------------- | -------------- |
| 1              | Thomas Dekker              | Nederland      | 2u 28' 00"     |
| 2              | Gerrit Glomser             | Oostenrijk     | + 0' 08"       |
| 3              | Gilberto Simoni            | Italië         | + 0' 11"       |
| 4              | Vladimir Karpets           | Rusland        | z.t.           |
| 5              | Damiano Cunego             | Italië         | z.t.           |
| 6              | José Angel Gómez Marchante | Spanje         | z.t.           |
| 7              | Vladimir Jefimkin          | Rusland        | + 0' 21"       |
| 8              | Matteo Carrara             | Italië         | + 0' 31"       |
| 9              | Andreas Klöden             | Duitsland      | z.t.           |
| 10             | Rigoberto Urán             | Colombia       | z.t.           |

| Tussenstand algemeen klassement | Tussenstand algemeen klassement | Tussenstand algemeen klassement | Tussenstand algemeen klassement |
| rang                            | renner                          | land                            | tijd                            |
| ------------------------------- | ------------------------------- | ------------------------------- | ------------------------------- |
| 1                               | Vladimir Jefimkin               | Rusland                         | 21u 57' 03"                     |
| 2                               | José Angel Gómez Marchante      | Spanje                          | + 0' 09"                        |
| 3                               | Fränk Schleck                   | Luxemburg                       | + 0' 21"                        |
| 4                               | Matteo Carrara                  | Italië                          | + 0' 26"                        |
| 5                               | Vladimir Karpets                | Rusland                         | + 0' 30"                        |
| 6                               | Kim Kirchen                     | Luxemburg                       | z.t.                            |
| 7                               | Damiano Cunego                  | Italië                          | + 0' 57"                        |
| 8                               | Xavier Florencio                | Spanje                          | + 1' 10"                        |
| 9                               | Gilberto Simoni                 | Italië                          | + 1' 13"                        |
| 10                              | Stijn Devolder                  | België                          | + 1' 50"                        |

### 7e etappe
| Uitslag Etappe | Uitslag Etappe    | Uitslag Etappe   | Uitslag Etappe |
| rang           | renner            | land             | tijd           |
| -------------- | ----------------- | ---------------- | -------------- |
| 1              | Vladimir Goesev   | Rusland          | 3u 53' 50"     |
| 2              | Chris Horner      | Verenigde Staten | + 2' 02"       |
| 3              | Andreas Klöden    | Duitsland        | + 2' 37"       |
| 4              | Marzio Bruseghin  | Italië           | z.t.           |
| 5              | Beat Zberg        | Zwitserland      | + 3' 00"       |
| 6              | Kim Kirchen       | Luxemburg        | + 4' 09"       |
| 7              | Vladimir Karpets  | Rusland          | + 4' 15"       |
| 8              | Damiano Cunego    | Italië           | z.t.           |
| 9              | Vladimir Jefimkin | Rusland          | z.t.           |
| 10             | Matteo Carrara    | Italië           | + 4' 20"       |

| Tussenstand algemeen klassement | Tussenstand algemeen klassement | Tussenstand algemeen klassement | Tussenstand algemeen klassement |
| rang                            | renner                          | land                            | tijd                            |
| ------------------------------- | ------------------------------- | ------------------------------- | ------------------------------- |
| 1                               | Vladimir Jefimkin               | Rusland                         | 25u 55 '08"                     |
| 2                               | Kim Kirchen                     | Luxemburg                       | + 0' 24"                        |
| 3                               | Vladimir Karpets                | Rusland                         | + 0' 30"                        |
| 4                               | Matteo Carrara                  | Italië                          | + 0' 31"                        |
| 5                               | Fränk Schleck                   | Luxemburg                       | + 0' 33"                        |
| 6                               | Damiano Cunego                  | Italië                          | + 0' 57"                        |
| 7                               | Stijn Devolder                  | België                          | + 2' 02"                        |
| 8                               | Gilberto Simoni                 | Italië                          | + 2' 03"                        |
| 9                               | Gerrit Glomser                  | Oostenrijk                      | + 2' 04"                        |
| 10                              | José Angel Gómez Marchante      | Spanje                          | + 2' 06"                        |

### 8e etappe
| Uitslag Etappe | Uitslag Etappe    | Uitslag Etappe | Uitslag Etappe |
| rang           | renner            | land           | tijd           |
| -------------- | ----------------- | -------------- | -------------- |
| 1              | Rigoberto Urán    | Colombia       | 3u 28 '51"     |
| 2              | Cristian Moreni   | Italië         | + 0' 02"       |
| 3              | Andreas Klöden    | Duitsland      | z.t.           |
| 4              | Stefan Schumacher | Duitsland      | z.t.           |
| 5              | Gerrit Glomser    | Oostenrijk     | z.t.           |
| 6              | Vladimir Karpets  | Rusland        | z.t.           |
| 7              | Damiano Cunego    | Italië         | z.t.           |
| 8              | Xavier Florencio  | Spanje         | z.t.           |
| 9              | Vladimir Jefimkin | Rusland        | z.t.           |
| 10             | Thomas Lövkvist   | Zweden         | z.t.           |

| Tussenstand algemeen klassement | Tussenstand algemeen klassement | Tussenstand algemeen klassement | Tussenstand algemeen klassement |
| rang                            | renner                          | land                            | tijd                            |
| ------------------------------- | ------------------------------- | ------------------------------- | ------------------------------- |
| 1                               | Vladimir Jefimkin               | Rusland                         | 29u 24 '01"                     |
| 2                               | Kim Kirchen                     | Luxemburg                       | + 0' 24"                        |
| 3                               | Vladimir Karpets                | Rusland                         | + 0' 30"                        |
| 4                               | Matteo Carrara                  | Italië                          | + 0' 31"                        |
| 5                               | Fränk Schleck                   | Luxemburg                       | + 0' 33"                        |
| 6                               | Damiano Cunego                  | Italië                          | + 0' 57"                        |
| 7                               | Stijn Devolder                  | België                          | + 2' 02"                        |
| 8                               | Gilberto Simoni                 | Italië                          | + 2' 03"                        |
| 9                               | Gerrit Glomser                  | Oostenrijk                      | + 2' 04"                        |
| 10                              | José Angel Gómez Marchante      | Spanje                          | + 2' 06"                        |

### 9e etappe
| rang | renner            | land        | tijd     |
| ---- | ----------------- | ----------- | -------- |
| 1    | Fabian Cancellara | Zwitserland | 41'46"   |
| 2    | Andreas Klöden    | Duitsland   | + 0' 20" |
| 3    | Stefan Schumacher | Duitsland   | + 0' 33" |
| 4    | Stijn Devolder    | België      | + 1' 04" |
| 5    | Vladimir Goesev   | Rusland     | + 1' 05" |
| 6    | Vladimir Karpets  | Rusland     | + 1' 06" |
| 7    | Andrej Mizoerov   | Kazachstan  | + 1' 26" |
| 8    | Gustav Larsson    | Zweden      | + 1' 31" |
| 9    | Thomas Dekker     | Nederland   | + 1' 36" |
| 10   | Kevin De Weert    | België      | + 1' 57" |

## Eindklassementen

### Algemeen klassement
| Plaats    | Naam              | Ploeg                 | Tijd      |
| --------- | ----------------- | --------------------- | --------- |
| Gele trui | Vladimir Karpets  | Caisse d'Epargne      | 30u07'23" |
| 2         | Kim Kirchen       | T-Mobile Team         | + 1' 04"  |
| 3         | Stijn Devolder    | Discovery Channel     | + 1' 30"  |
| 4         | Matteo Carrara    | Unibet.com            | z.t.      |
| 5         | Damiano Cunego    | Lampre-Fondital       | + 1' 41"  |
| 6         | Vladimir Jefimkin | Caisse d'Epargne      | + 1' 46"  |
| 7         | Fränk Schleck     | Team CSC              | + 1' 47"  |
| 8         | Gerrit Glomser    | Team Volksbank        | + 2' 50"  |
| 9         | Rigoberto Urán    | Unibet.com            | + 3' 16"  |
| 10        | Andreas Klöden    | Astana                | + 3' 19"  |
|           |                   |                       |           |
| 33        | Bram Tankink      | Quick Step-Innergetic | + 19' 35" |

### Puntenklassement
| Plaats      | Naam              | Ploeg           | Punten |
| ----------- | ----------------- | --------------- | ------ |
| Paarse trui | Daniele Bennati   | Lampre-Fondital | 60     |
| 2           | Fabian Cancellara | Team CSC        | 57     |
| 3           | Andreas Klöden    | Astana          | 50     |

### Bergklassement
| Plaats      | Naam             | Ploeg             | Punten |
| ----------- | ---------------- | ----------------- | ------ |
| Groene trui | Vladimir Goesev  | Discovery Channel | 45     |
| 2           | Daniel Navarro   | Astana            | 36     |
| 3           | Marzio Bruseghin | Lampre-Fondital   | 34     |

### Sprintklassement
| Plaats           | Naam            | Ploeg          | Punten |
| ---------------- | --------------- | -------------- | ------ |
| Lichtblauwe trui | Florian Stalder | Team Volksbank | 29     |
| 2                | Luis Pasamontes | Unibet.com     | 14     |
| 3                | René Weissinger | Team Volksbank | 12     |

### Ploegenklassement
| Plaats | Ploeg             | Tijd      |
| ------ | ----------------- | --------- |
|        | Caisse d'Epargne  | 90u27'56" |
| 2      | Unibet.com        | + 4' 29"  |
| 3      | Discovery Channel | + 8' 50"  |

## Uitvallers

### 2e etappe
- Aitor Galdós (Euskaltel-Euskadi)

### 3e etappe
- Francesco Chicchi (Liquigas)
- Saïd Haddou (Bouygues Telecom)
- Jussi Veikkanen (Française des Jeux)
- Thierry Marichal (Française des Jeux)

### 4e etappe
- Sébastien Portal (Caisse d'Epargne)
- Francesco Bellotti (Crédit Agricole)
- Antton Luengo (Euskaltel-Euskadi)
- Andoni Aranaga (Euskaltel-Euskadi)

### 5e etappe
- Igor Abakoumov (Astana)
- Jurgen Van den Broeck (Predictor-Lotto)
- Benat Albizuri (Euskaltel-Euskadi)
- Pieter Jacobs (Unibet.com)
- Mauricio Ardila (Rabobank)[1]

### 6e etappe
- John Gadret (Ag2r Prevoyance)
- Rinaldo Nocentini (Ag2r Prevoyance)
- Giovanni Visconti (Quick Step-Innergetic)
- Paolo Tiralongo (Lampre-Fondital)
- Franco Pellizotti (Liquigas)[1]

### 7e etappe
- Andreas Klier (T-Mobile Team)
- Tristan Valentin (Cofidis, le Credit Par Telephone)
- Giuseppe Guerini (T-Mobile Team)[1]
- Michael Rogers (T-Mobile Team)[1]
- Óscar Freire (Rabobank)[1]
- Robbie McEwen (Predictor-Lotto)[1]

### 8e etappe
- Janez Brajkovič (Discovery Channel)
- Hubert Schwab (Quick Step-Innergetic)

Mannen: 1933 · 1934 · 1935 · 1936 · 1937 · 1938 · 1939 · 1940 · 1941 · 1942 · 1943 · 1944 · 1945 · 1946 · 1947 · 1948 · 1949 · 1950 · 1951 · 1952 · 1953 · 1954 · 1955 · 1956 · 1957 · 1958 · 1959 · 1960 · 1961 · 1962 · 1963 · 1964 · 1965 · 1966 · 1967 · 1968 · 1969 · 1970 · 1971 · 1972 · 1973 · 1974 · 1975 · 1976 · 1977 · 1978 · 1979 · 1980 · 1981 · 1982 · 1983 · 1984 · 1985 · 1986 · 1987 · 1988 · 1989 · 1990 · 1991 · 1992 · 1993 · 1994 · 1995 · 1996 · 1997 · 1998 · 1999 · 2000 · 2001 · 2002 · 2003 · 2004 · 2005 · 2006 · 2007 · 2008 · 2009 · 2010 · 2011 · 2012 · 2013 · 2014 · 2015 · 2016 · 2017 · 2018 · 2019 · 2020 · 2021 · 2022 · 2023 · 2024 · 2025
Vrouwen: 1998 · 1999 · 2000 · 2001 · 2002-2020 · 2021 · 2022 · 2023 · 2024 · 2025
 Parijs-Nice · 
 Tirreno-Adriatico · 
 Milaan-San Remo · 
 Ronde van Vlaanderen · 
 Ronde van het Baskenland · 
 Gent-Wevelgem · 
 Parijs-Roubaix · 
 Amstel Gold Race · 
 Waalse Pijl · 
 Luik-Bastenaken-Luik · 
 Ronde van Romandië · 
 Ronde van Italië · 
 Ronde van Catalonië · 
 Critérium du Dauphiné Libéré · 
 Ronde van Zwitserland · 
 Ploegentijdrit Eindhoven · 
 Ronde van Frankrijk · 
 Clásica San Sebastián · 
 Ronde van Duitsland · 
 Vattenfall Cyclassics · 
  ENECO Tour · 
 GP Ouest France-Plouay · 
 Ronde van Spanje · 
 Ronde van Polen · 
 Kampioenschap van Zürich · 
 Parijs-Tours · 
 Ronde van Lombardije